# Entren los que quieran
Entren los que quieran è il quarto album del gruppo musicale portoricano Calle 13 pubblicato il 22 novembre 2010 dalla Sony BMG U.S. Latin.

## Tracce
1. Intro
2. Calma Pueblo (feat. Omar Rodríguez-López)
3. Baile De Los Pobres
4. La Vuelta Al Mundo
5. La Bala
6. Vamo' A Portarnos Mal
7. Latinoamérica (feat. Totó la Momposina, Susana Baca & Maria Rita)
8. Inter - En Annunakilandia
9. Digo Lo Que Pienso
10. Muerte En Hawaii
11. Todo Se Mueve (feat. Seun Kuti)
12. El Hormiguero
13. Prepárame La Cena
14. Outro